# Olympische Sommerspiele 1952/Teilnehmer (Portugal)
| Gelbes Symbol für Goldmedaillen mit stilisierten Olympischen Ringen | Graues Symbol für Silbermedaillen mit stilisierten Olympischen Ringen | Braundes Symbol für Bronzemedaillen mit stilisierten Olympischen Ringen |
| ------------------------------------------------------------------- | --------------------------------------------------------------------- | ----------------------------------------------------------------------- |
| —                                                                   | —                                                                     | 1                                                                       |

Portugal nahm an den Olympischen Sommerspielen 1952 in der finnischen Hauptstadt Helsinki mit 71 vom Comité Olímpico de Portugal nominierten Sportlern, 3 Frauen und 68 Männern, an 45 Wettkämpfen in 10 Sportarten teil.
Seit 1912 war es die achte Teilnahme eines portugiesischen Teams an Olympischen Sommerspielen. Jüngster Teilnehmer war der 19-jährige Ruderer José Pinheiro, ältester Teilnehmer der 48-jährige Segler Francisco Uva.

## Flaggenträger
Der Wasserballspieler Máximo Couto trug die Flagge Portugals während der Eröffnungsfeier im Olympiastadion.

## Medaillengewinner
Mit einer gewonnenen Bronzemedaille belegte das portugiesische Team Rang 40 im Medaillenspiegel.

### Bronze
| Name                                 | Sportart | Wettkampf |
| ------------------------------------ | -------- | --------- |
| Joaquim Fiúza & Francisco de Andrade | Segeln   | Star      |

## Teilnehmer nach Sportarten

### Fechten
Degen Einzel
- Álvaro Mário Mourão
1. Runde: in Gruppe 2 (Rang 3) mit vier Siegen für die 2. Runde qualifiziert
2. Runde: in Gruppe 2 (Rang 4) mit vier Siegen für die Halbfinalkämpfe qualifiziert
Halbfinale: in Gruppe 1 (Rang 9) mit zwei Siegen nicht für das Finale qualifiziert

- Álvaro Pinto
1. Runde: in Gruppe 6 (Rang 1) mit sechs Siegen für die 2. Runde qualifiziert
2. Runde: in Gruppe 1 (Rang 7) mit sieben Niederlagen nicht für die Halbfinalkämpfe qualifiziert

- Carlos Dias
1. Runde: in Gruppe 8 (Rang 3) mit drei Siegen für die 2. Runde qualifiziert
2. Runde: in Gruppe 3 (Rang 9) mit einem Sieg nicht für die Halbfinalkämpfe qualifiziert

Degen Mannschaft
- Álvaro Mário Mourão, Álvaro Pinto, Carlos Dias, Francisco Uva und João Costa

1. Runde, Gruppe 4: mit zwei Niederlagen (Rang 3) nicht für die 2. Runde qualifiziert
- 6:9-Niederlage gegen  Belgien / Álvaro Pinto (1), Carlos Dias (2), Álvaro Mário Mourão (2), Francisco Uva (1)
4:8-Niederlage gegen  Dänemark / Álvaro Pinto (2), João Costa (1), Álvaro Mário Mourão (1)

Säbel Einzel
- Álvaro Silva
1. Runde: in Gruppe 7 (Rang 6) mit zwei Siegen nicht für die 2. Runde qualifiziert

- José Ferreira
1. Runde: in Gruppe 5 (Rang 7) mit einem Sieg nicht für die 2. Runde qualifiziert

- João Pessanha
1. Runde: in Gruppe 2 (Rang 8) mit sieben Niederlagen nicht für die 2. Runde qualifiziert

Säbel Mannschaft
- Álvaro Silva, José Ferreira, João Pessanha, Augusto Barreto und Jorge Franco
1. Runde, Gruppe 5: mit zwei Niederlagen (Rang 3) nicht für die 2. Runde qualifiziert
1:15-Niederlage gegen  Ungarn / Jorge Franco (1)
5:9-Niederlage gegen  Argentinien / Álvaro Silva (1), João Pessanha (2), José Ferreira (2)

### Leichtathletik
100 m
- Tomás Paquete
Vorläufe: in Lauf 5 (Rang 5) mit 11,2 s (handgestoppt) bzw. 11,45 s (elektronisch) nicht für die Viertelfinalläufe qualifiziert

- Raimundo Maia
Vorläufe: in Lauf 11 (Rang 6) mit 11,5 s (handgestoppt) bzw. 11,79 s (elektronisch) nicht für die Viertelfinalläufe qualifiziert

200 m
- Fernando Casimiro
Vorläufe: in Lauf 15 (Rang 4) mit 22,6 s (handgestoppt) bzw. 22,72 s (elektronisch) nicht für die Viertelfinalläufe qualifiziert

- Eugénio Eleutério
Vorläufe: in Lauf 5 (Rang 5) mit 23,2 s (handgestoppt) bzw. 23,37 s (elektronisch) nicht für die Viertelfinalläufe qualifiziert

400 m
- Fernando Casimiro
Vorläufe: in Lauf 6 (Rang 7) mit 52,2 s (handgestoppt) bzw. 52,33 s (elektronisch) nicht für die Viertelfinalläufe qualifiziert

400 m Hürden
- Fernando Casimiro
Vorläufe: in Lauf 7 (Rang 4) mit 56,8 s (handgestoppt) nicht für die Viertelfinalläufe qualifiziert

4 × 100 m Staffel
- Tomás Paquete, Raimundo Maia, Fernando Casimiro und Eugénio Eleutério
Vorläufe: in Lauf 1 (Rang 6) mit 42,8 s (handgestoppt) bzw. 43,01 s (elektronisch) nicht für die Halbfinalläufe qualifiziert

Dreisprung
- Rui Antonio Ramos
Qualifikation, Gruppe B: 14,54 m, Rang 7, für das Finale qualifiziert
Finale: 14,69, Rang 12
1. Sprung: 14,69 m
2. Sprung: 13,82 m
3. Sprung: 12,15 m; nicht für das Finale der besten sechs Springer qualifiziert

- Eugénio Lopes
Qualifikation, Gruppe A: 14,05 m, Rang 13, nicht für das Finale qualifiziert

Zehnkampf
- Fernando Fernandes
Finale: 5.604 Punkte, Rang 16
100 m: 11,5 s / 737 Punkte, Rang 12
Weitsprung: 6,52 m / 645 Punkte, Rang 16; gesamt 1.382 Punkte, Rang 15
Kugelstoßen: 11,30 m / 516 Punkte, Rang 22; gesamt 1.898 Punkte, Rang 19
400 m: 51,2 s / 758 Punkte, Rang 7; gesamt 3.312 Punkte, Rang 14
110 m Hürden: 15,8 s / 632 Punkte, Rang 6; gesamt 3.944 Punkte, Rang 12
Diskuswurf: 34,27 m / 477 Punkte, Rang 18; gesamt 4.421 Punkte, Rang 12
Stabhochsprung: 3,00 m / 328 Punkte, Rang 22; gesamt 4.749 Punkte, Rang 17
Speerwurf: 43,55 m / 414 Punkte, Rang 20; gesamt 5.163 Punkte, Rang 20
1500 m: 4:37,0 min / 441 Punkte, Rang 3; gesamt 5.604 Punkte, Rang 16

### Moderner Fünfkampf
Einzel
| Rang | Name                | Punkte | Geländeritt       | Pkt. | Fechten | Pkt. | Schießen | Pkt. | Schwimmen  | Pkt. | Lauf        | Pkt. |
| ---- | ------------------- | ------ | ----------------- | ---- | ------- | ---- | -------- | ---- | ---------- | ---- | ----------- | ---- |
| 41   | Ricardo Durão       | 179    | 83 (10:59,1 min)  | 31   | 25 (3)  | 16   | 19-173   | 35   | 7:07,8 min | 48   | 18:04,5 min | 49   |
| 46   | José Pereira        | 197    | 97 (10:37,7 min)  | 21   | 14 (8)  | 48   | 20-170   | 31   | 7:26,2 min | 49   | 18:04,2 min | 48   |
| 48   | António Lopes Janet | 210    | 247 (15:13,1 min) | 48   | 22 (3)  | 26   | 18-160   | 43   | 6:16,3 min | 47   | 17:46,8 min | 46   |

Mannschaft
| Rang | Namen                                          | Punkte | Geländeritt | Fechten | Schießen | Schwimmen | Lauf |
| ---- | ---------------------------------------------- | ------ | ----------- | ------- | -------- | --------- | ---- |
| 15   | Ricardo Durão José Pereira António Lopes Janet | 546    | 96          | 86      | 103      | 132       | 129  |

### Reiten
Dressur Einzel
- António Reymão Nogueira auf Napeiro
428,5 Punkte, Rang 20

- Francisco Valadas auf Feitiço
422,0 Punkte, Rang 21

- Fernando Paes auf Matamás
346,0 Punkte, Rang 26

Dressur Mannschaft
- António Malheiro auf Napeiro, Francisco Valadas Júnior auf Feitiço und Fernando Paes auf Matamás
1196,5 Punkte (- 401,0 Punkte), Rang 8

Springreiten Einzel
- Henrique Callado auf Caramulo
Finale: 20 Strafpunkte, Rang 16
1. Durchgang: 8 Strafpunkte; 2. Durchgang: 12 Strafpunkte

- João Lopes auf Raso
Finale: 20 Strafpunkte, Rang 19
1. Durchgang: 12 Strafpunkte; 2. Durchgang: 8 Strafpunkte

- José Carvalhosa auf Mondina
Finale: 24 Strafpunkte, Rang 26
1. Durchgang: 4 Strafpunkte, 2. Durchgang: 20 Strafpunkte

Springreiten Mannschaft
- Henrique Callado auf Caramulo, João Lopes auf Raso und José Carvalhosa auf Mondina
Finale: 64,00 Strafpunkte (+ 23,25 Strafpunkte), Rang 8

Vielseitigkeit Einzel
- Fernando Cavaleiro auf Caudel
Finale: −183,00 Punkte, Rang 19
−159,00 / 0 / +33,00 / 0 / −47,00 / 0 / −10,00 Punkte

- António de Almeida auf Florentina
Finale: −216,20 Punkte, Rang 23
−173,20 / 0 / +33 / 0 / −76 / 0 / 0 Punkte

- Joaquim Silva auf Faial
Finale: −218,80 Punkte, Rang 24
−173,80 / 0 / +15 / 0 / −60 / 0 / 0 Punkte

Vielseitigkeit Mannschaft
- Fernando Cavaleiro auf Caudel, António de Almeida auf Florentina und Joaquim Silva auf Faial
Finale: 618,00 Punkte (+396,06 Punkte), Rang 4

### Rudern
Achter
- Felisberto Fortes, Albino Simões Neto, Manuel Regala, João Cravo, João Alberto Lemos, Carlos da Benta, João da Paula, Zacarias Andias und José Pinheiro
Vorläufe: in Lauf 2 (Rang 5) mit 6:30,8 min nicht direkt für die Halbfinalläufe qualifiziert
Vorläufe, Hoffnungsläufe: in Lauf 1 (Rang 3) mit 6:25,3 min nicht für die Halbfinalläufe qualifiziert

### Schießen
Kleinkaliber Dreistellungskampf
- Luís Howorth
1114 Ringe (- 50 Ringe), Rang 31
393 + 362 + 359 Ringe, 27 Volltreffer

- Joaquim Sampaio
1095 Ringe (- 69 Ringe), Rang 37
381 + 365 + 349 Ringe, 20 Volltreffer

Kleinkaliber liegend
- Luís Howorth
393 Ringe (- 7 Ringe), Rang 37
98 + 98 + 97 + 100 Ringe, 13 Volltreffer

- Joaquim Sampaio
381 Ringe (- 19 Ringe), Rang 55
98 + 95 + 93 + 95 Ringe, 8 Volltreffer

Schnellfeuerpistole
- Rogério Tavares
556 Ringe (- 23 Ringe), Rang 21
1. Durchgang: 97 + 97 + 90 = 284 Ringe
2. Durchgang: 93 + 94 + 85 = 272 Ringe

- Albino Jesus
530 Ringe (- 49 Ringe), Rang 44
1. Durchgang: 96 + 90 + 86 = 272 Ringe
2. Durchgang: 92 + 91 + 75 = 258 Ringe

### Schwimmen
100 m Freistil
- Fernando Madeira
Vorläufe: in Lauf 4 (Rang 6) mit 1:02,6 min nicht für die Halbfinalläufe qualifiziert

- Guilherme Patroni
Vorläufe: in Lauf 7 (Rang 6) mit 1:03,7 min nicht für die Halbfinalläufe qualifiziert

400 m Freistil
- Fernando Madeira
Vorläufe: in Lauf 8 (Rang 6) mit 5:08,6 min nicht für die Halbfinalläufe qualifiziert

100 m Rücken
- Eduardo Barbeiro
Vorläufe: in Lauf 5 (Rang 6) mit 1:13,0 min nicht für die Halbfinalläufe qualifiziert

- Eurico Surgey
Vorläufe: in Lauf 2 (Rang 7) mit 1:13,7 min nicht für die Halbfinalläufe qualifiziert

200 m Brust
- Eduardo Barbeiro
Vorläufe: in Lauf 6 (Rang 8) mit 3:04,6 min nicht für die Halbfinalläufe qualifiziert

### Segeln
Finn Dinghy
- Mário Quina
Finale: 2787 Punkte, Rang 17
1. Rennen: Rang 08, 293 Punkte
2. Rennen: nicht beendet
3. Rennen: Rang 17, 318 Punkte
4. Rennen: Rang 07, 703 Punkte
5. Rennen: Rang 06, 770 Punkte
6. Rennen: Rang 07, 703 Punkte
7. Rennen: nicht beendet

Drachen
- Alberto Graça, Carlos Lourenço und João Miguel Tito auf der Yacht Alcaid
Finale: 2782 Punkte, Rang 8
1. Rennen: Rang 06, 553 Punkte
2. Rennen: Rang 11, 290 Punkte
3. Rennen: Rang 12, 252 Punkte
4. Rennen: Rang 09, 377 Punkte
5. Rennen: Rang 03, 854 Punkte
6. Rennen: Rang 10, 331 Punkte
7. Rennen: Rang 09, 377 Punkte

5,5-m-R-Klasse
- Duarte Manuel Bello, Fernando Bello und Júlio Gourinho auf der Yacht Sjöhäxa
Finale: 4450 Punkte, Rang 4
1. Rennen: Rang 6, 0527 Punkte
2. Rennen: Rang 4, 0703 Punkte
3. Rennen: Rang 5, 0606 Punkte
4. Rennen: Rang 1, 1305 Punkte
5. Rennen: Rang 8, 0402 Punkte
6. Rennen: Rang 4, 0703 Punkte
7. Rennen: Rang 5, 0606 Punkte

Star
- Joaquim Fiúza und Francisco de Andrade auf der Yacht Espadarte
Finale: 4903 Punkte, Rang 3 
1. Rennen: Rang 4, 821 Punkte
2. Rennen: Rang 8, 520 Punkte
3. Rennen: Rang 3, 946 Punkte
4. Rennen: Rang 3, 946 Punkte
5. Rennen: Rang 5, 724 Punkte
6. Rennen: nicht beendet
7. Rennen: Rang 3, 946 Punkte

### Turnen

#### Männer
Einzelmehrkampf
| Rang | Name            | Punkte (Platz) je Disziplin | Punkte (Platz) je Disziplin | Punkte (Platz) je Disziplin | Punkte (Platz) je Disziplin | Punkte (Platz) je Disziplin | Punkte (Platz) je Disziplin | Punkte total |
| Rang | Name            | Boden                       | Sprung                      | Barren                      | Reck                        | Ringe                       | Pferd                       | Punkte total |
| ---- | --------------- | --------------------------- | --------------------------- | --------------------------- | --------------------------- | --------------------------- | --------------------------- | ------------ |
| 146  | Manuel Gouveia  | 16,35 (126)                 | 17,65 (110)                 | 14,95 (164)                 | 16,75 (109)                 | 16,00 (131)                 | 11,65 (167)                 | 93,35        |
| 162  | Joaquim Granger | 15,45 (153)                 | 13,25 (178)                 | 16,25 (139)                 | 15,20 (145)                 | 17,05 (107)                 | 11,30 (171)                 | 88,50        |
| 173  | Manuel Prazeres | 14,75 (166)                 | 16,90 (142)                 | 13,15 (175)                 | 11,30 (171)                 | 12,60 (177)                 | 15,80 (113)                 | 84,50        |
| 174  | Raúl Caldeira   | 16,30 (129)                 | 14,55 (172)                 | 13,25 (173)                 | 16,15 (126)                 | 11,10 (178)                 | 11,45 (169)                 | 82,80        |
| 178  | António Leite   | 15,50 (151)                 | 11,25 (180)                 | 12,85 (177)                 | 10,25 (174)                 | 15,15 (159)                 | 12,85 (157)                 | 77,85        |
| 183  | Manuel Cardoso  | 15,10 (159)                 | 5,65 (184)                  | 10,00 (179)                 | 10,10 (176)                 | 9,80 (181)                  | 10,85 (173)                 | 61,50        |

Mannschaftsmehrkampf
- Manuel Gouveia, Joaquim Granger, Manuel Prazeres, Raúl Caldeira, António Leite und Manuel Cardoso
Finale: 428,65 Punkte, Rang 23

#### Frauen
Einzelmehrkampf
| Rang | Name               | Punkte (Platz) je Disziplin | Punkte (Platz) je Disziplin | Punkte (Platz) je Disziplin | Punkte (Platz) je Disziplin | Punkte total |
| Rang | Name               | Boden                       | Sprung                      | Schwebebalken               | Stufenbarren                | Punkte total |
| ---- | ------------------ | --------------------------- | --------------------------- | --------------------------- | --------------------------- | ------------ |
| 109  | Dália da Cunha     | 16,53 (113)                 | 17,36 (86)                  | 16,50 (96)                  | 14,69 (123)                 | 65,08        |
| 124  | Maria Laura Amorim | 16,23 (122)                 | 17,36 (86)                  | 16,20 (106)                 | 12,50 (131)                 | 62,29        |
| 133  | Natália Silva      | 14,29 (133)                 | 7,56 (133)                  | 14,52 (128)                 | 13,79 (129)                 | 50,16        |

### Wasserball
- Máximo Couto, Armando Moutinho, Francisco Alves, João Franco do Vale, Rodrigo Basto junior, Fernando Madeira, Eduardo Barbeiro, Óscar Cabral und José Manuel Correia
1. Qualifikationsrunde: 0:10 (0:6)-Niederlage gegen  Ägypten
2. Qualifikationsrunde: 2:6 (2:3)-Niederlage gegen  Brasilien